# 26 de janeiro
26 de janeiro é o 26.º dia do ano no calendário gregoriano. Faltam 339 dias para acabar o ano (340 em anos bissextos).

## Eventos históricos

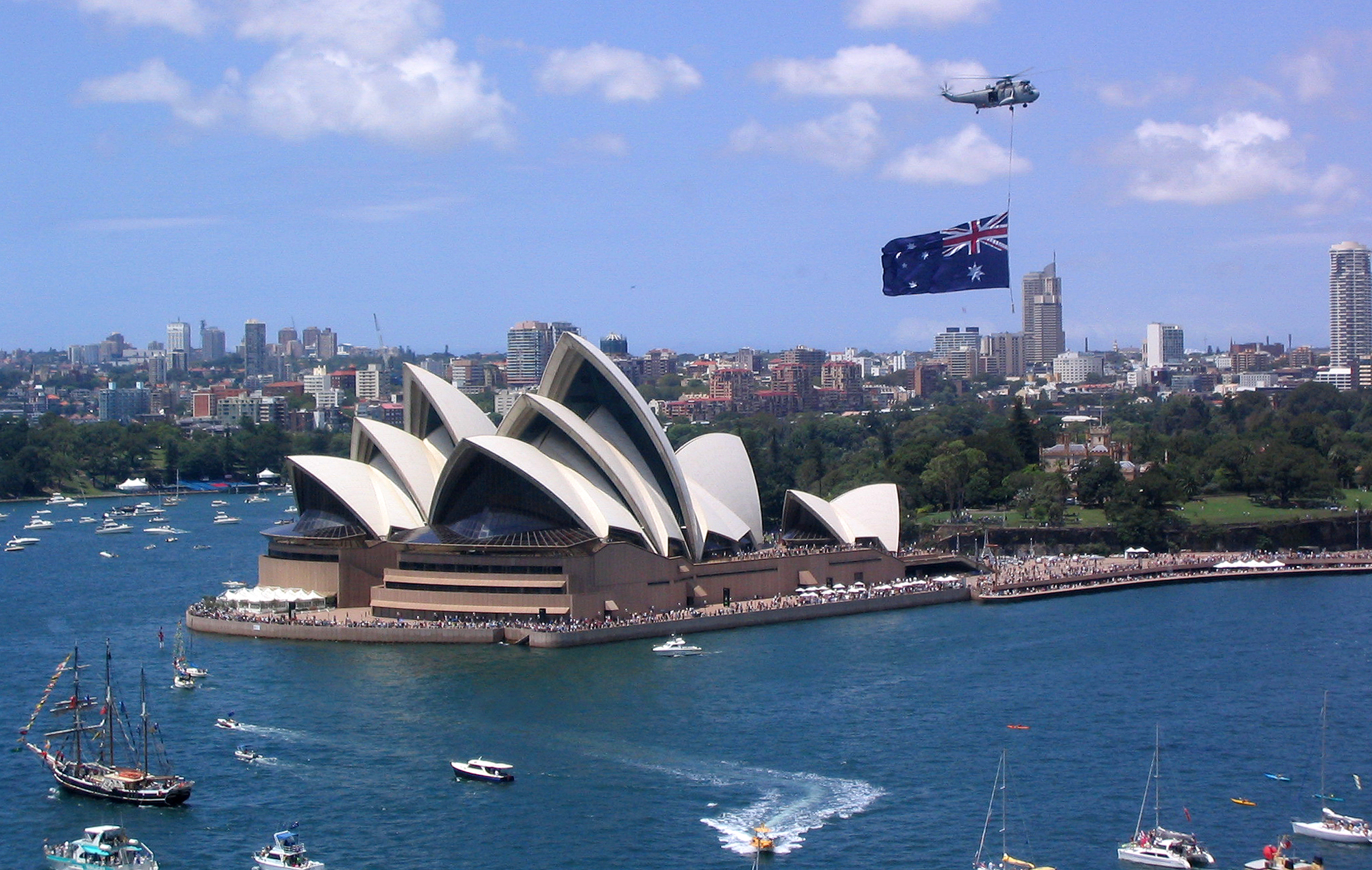
2004: Baía de Sydney durante o Dia da Austrália.

- 0661 — O Califado Ortodoxo é efetivamente encerrado com o assassinato de Ali, o último califa.[1]
- 0945 — Os coimperadores Estêvão e Constantino são destituídos e forçados a se tornarem monges por Constantino VII, que se torna o único imperador do Império Romano Oriental (ou Império Bizantino, nome utilizado pelos historiadores modernos, mas não pelo império em si).
- 1500 — Descoberta do Brasil pelo navegador e explorador espanhol Vicente Yáñez Pinzón.
- 1531 — Sismo de Lisboa mata cerca de trinta mil pessoas.
- 1564
  - Concílio de Trento estabelece uma distinção oficial entre catolicismo romano e protestantismo.
  - O Grão-Ducado da Lituânia derrota o czarismo da Rússia na Batalha de Ula durante a Guerra da Livônia.[2]
- 1699 — Pela primeira vez, o Império Otomano cede permanentemente territórios às forças cristãs.
- 1700 — O terremoto de Cascadia de 8,7 a 9,2 MW ocorre na costa oeste da América do Norte, conforme evidenciado pelos registros japoneses.[3]
- 1788 — Primeira frota britânica, liderada pelo almirante Arthur Phillip, navega pela Baía de Sydney (Port Jackson) para fundar Sydney, o primeiro assentamento europeu permanente no continente. Comemorado como o Dia da Austrália.
- 1841 — James Bremer toma posse formal da Ilha de Hong Kong, estabelecendo a Hong Kong britânica.[4]
- 1858 — O texto Simon Bolívar, escrito por Karl Marx inspirado numa carta que escreveu a Engels, é publicado no tomo III da The New American Cyclopedia, no qual Marx aborda a trajetória de Bolívar e sua luta pela libertação da América espanhola.
- 1863 — Guerra Civil Americana: o general Ambrose Burnside é dispensado do comando do Exército do Potomac após a desastrosa campanha de Fredericksburg. É substituído por Joseph Hooker.[5]
- 1870 — Era da Reconstrução Americana: a Virgínia é readmitida na União.
- 1885 — Tropas leais ao Mádi conquistam Cartum, matando o governador-geral Charles George Gordon.[6]
- 1887 — Questão Militar: Deodoro da Fonseca e Antônio de Sena Madureira são recepcionados e ovacionados como heróis pelos cadetes da Escola Militar da Praia Vermelha, no Rio de Janeiro.
- 1905 — Encontrado o maior diamante do mundo, o Diamante Cullinan, de 3 106 quilates na mina Premier, África do Sul.
- 1911 — Glenn H. Curtiss voa o primeiro bem sucedido hidroavião americano.
- 1915 — Criação do Parque Nacional das Montanhas Rochosas por um ato do Congresso dos Estados Unidos.
- 1920 — Henry Leland, ex-executivo da Ford Motor Company, lança a Lincoln Motor Company, que mais tarde seria vendida para seu antigo empregador.
- 1925 — A General Motors do Brasil, a primeira fábrica de veículos do Brasil, é inaugurada em São Paulo.
- 1930 — Congresso Nacional Indiano declara 26 de janeiro o Dia da Independência da Índia, que só seria alcançada 17 anos depois.
- 1934 — Assinado o Pacto de Não Agressão Alemão-Polonês.
- 1939
  - Plínio Salgado, líder integralista brasileiro, é preso em São Paulo, após militantes integralistas tentarem por duas vezes, nos meses de março e maio 1938, promover levantes contra o governo.
  - Guerra Civil Espanhola: Ofensiva da Catalunha: tropas leais ao nacionalista Francisco Franco e auxiliadas pela Itália, ocupam Barcelona.
- 1942 — Segunda Guerra Mundial: as primeiras forças dos Estados Unidos chegam à Europa, desembarcando na Irlanda do Norte.[7]
- 1948 — É criada a sociedade anónima de responsabilidade limitada "Metropolitano de Lisboa, S.A.R.L."
- 1949 — O telescópio Hale no Observatório Palomar vê a primeira luz sob a direção de Edwin Hubble, tornando-se o telescópio óptico de maior abertura até 1976.[8]
- 1950 — Entra em vigor a Constituição da Índia, formando uma república. Rajendra Prasad é empossado como o primeiro presidente da Índia. Observado como o Dia da República na Índia.[9]
- 1962 — Ranger 3 é lançada para transmitir fotos da superfície da Lua antes do impacto, além de outros experimentos.
- 1965 — Hindi se torna a língua oficial da Índia.
- 1970 — Fundação da Universidade de Franca, em São Paulo, Brasil.
- 1972 — Voo JAT 367 é destruído por uma bomba terrorista, matando 27 das 28 pessoas a bordo do DC-9. A comissária de bordo Vesna Vulović sobrevive com ferimentos graves.
- 1975 — Fundação da associação budista Soka Gakkai Internacional na ilha de Guam.
- 1986 — O governo ugandense de Tito Okello é derrubado pelo Exército de Resistência Nacional, liderado por Yoweri Museveni.
- 1991 — Mohamed Siad Barre é afastado do poder na Somália, pondo fim ao governo centralizado, e é sucedido por Ali Mahdi.
- 1998 — Escândalo Lewinsky: na televisão americana, o presidente dos Estados Unidos, Bill Clinton, nega ter tido "relações sexuais" com a ex-estagiária da Casa Branca, Monica Lewinsky.
- 2001 — O terremoto de Gujarat de 7,7 Mw abala a Índia Ocidental, deixando 13 805–20 023 mortos e cerca de 166 800 feridos.
- 2009 — Revolta popular em Antananarivo, Madagáscar, provoca uma crise política que resultará na substituição do presidente Marc Ravalomanana por Andry Rajoelina.
- 2015
  - Uma aeronave cai na Base Aérea de Los Llanos em Albacete, Espanha, matando 11 pessoas e ferindo outras 21.
  - Guerra Civil Síria: as Unidades de Proteção do Povo (YPG) recapturam a cidade de Kobanî do Estado Islâmico do Iraque e do Levante (ISIL), marcando uma virada no cerco de Kobanî.
- 2020 — Um Sikorsky S-76B voando do Aeroporto John Wayne para o Aeroporto de Camarillo cai em Calabasas matando todas as nove pessoas a bordo, incluindo o ex-pentacampeão da Associação Nacional de Basquetebol dos EUA Kobe Bryant e sua filha Gianna Bryant.

## Nascimentos

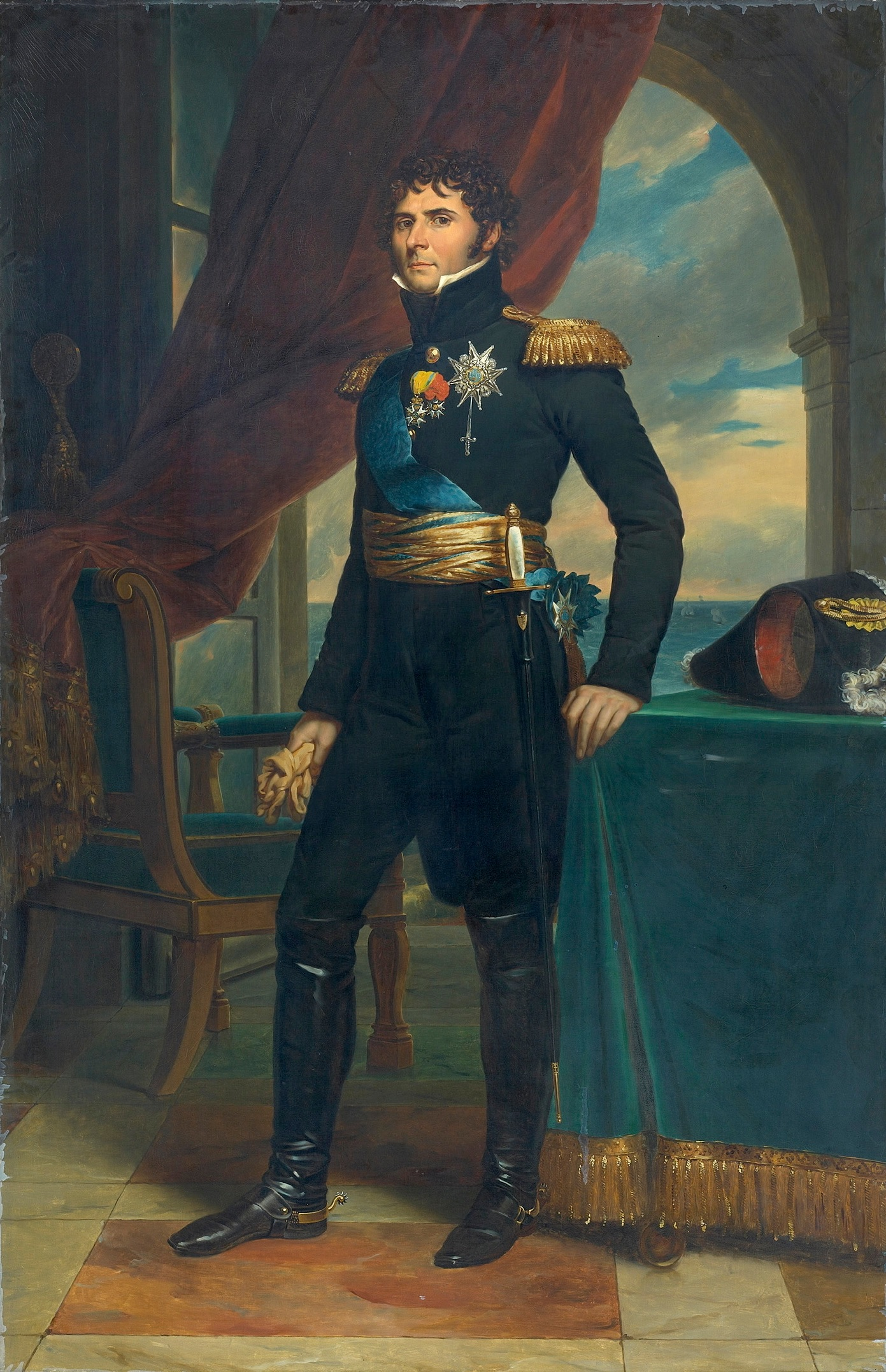
Carlos XIV João da Suécia

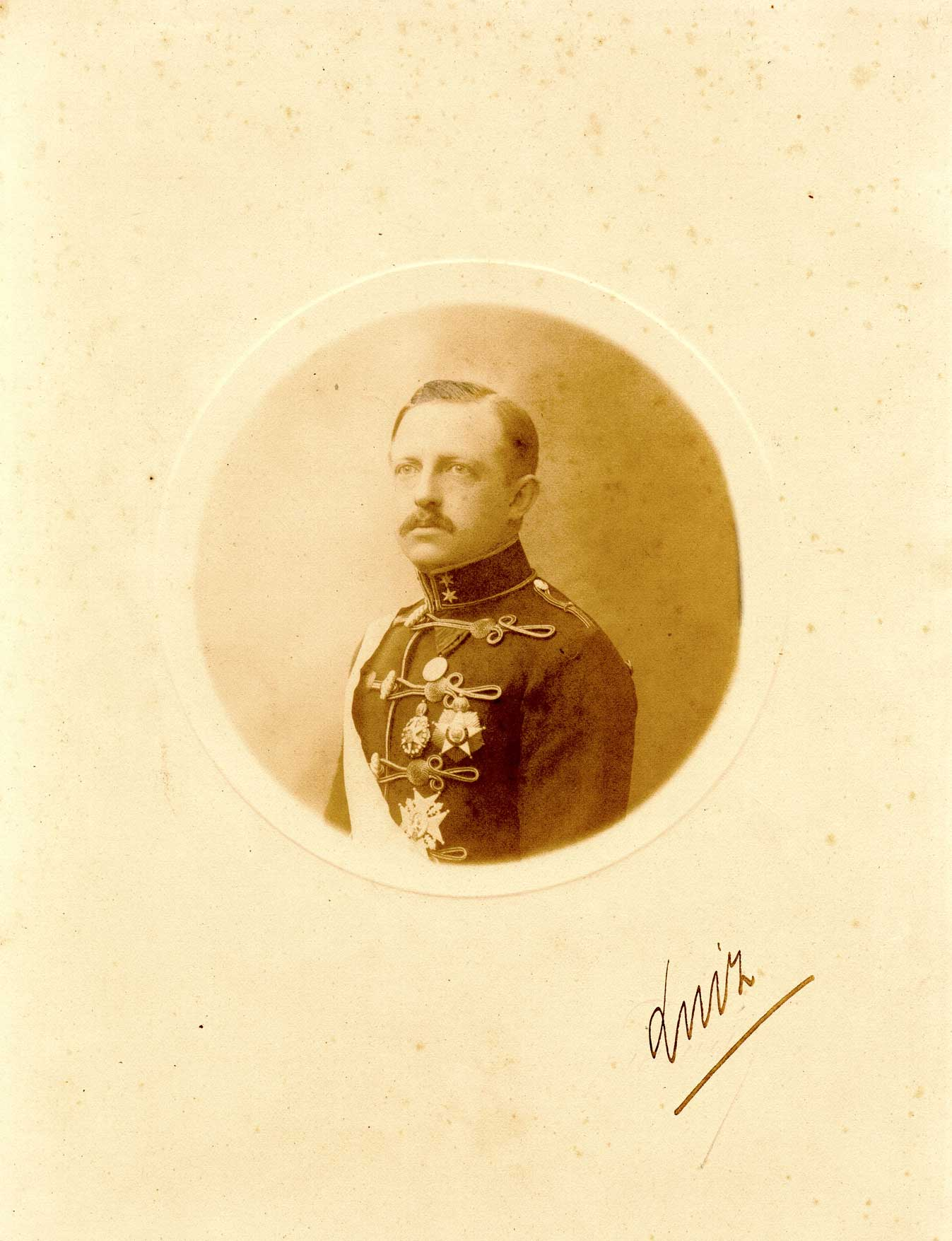
Luís de Orléans e Bragança

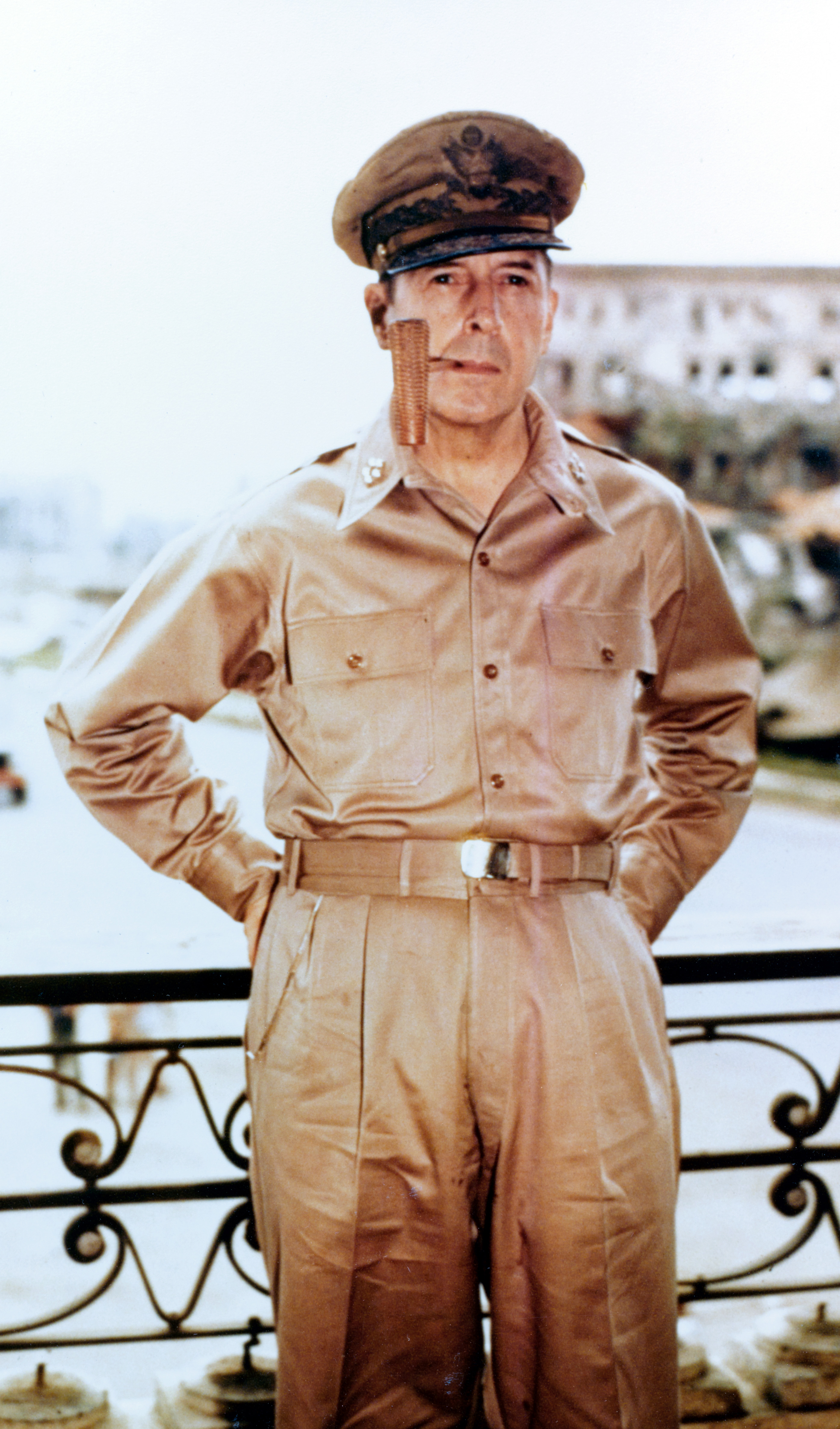
Douglas MacArthur

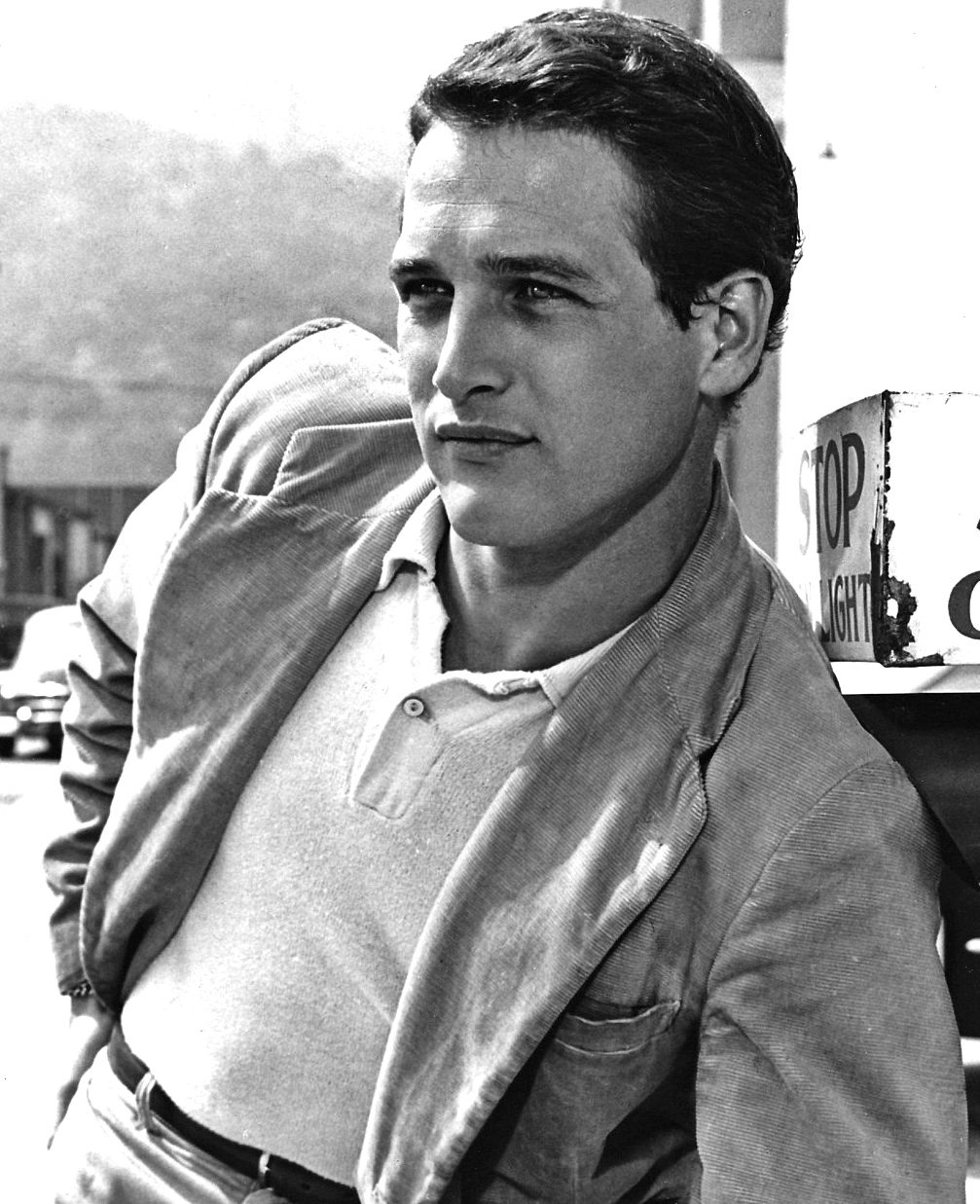
Paul Newman

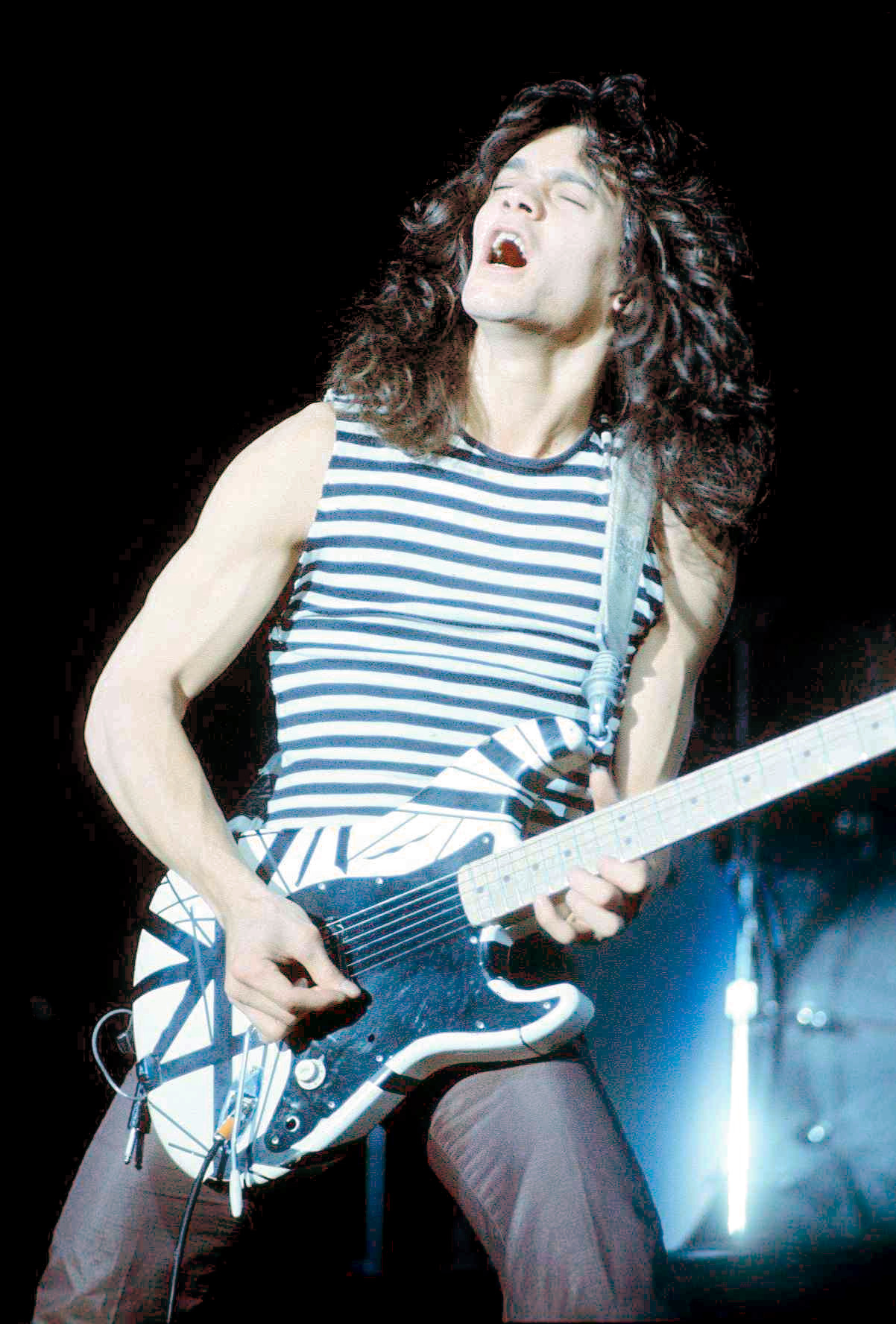
Eddie Van Halen

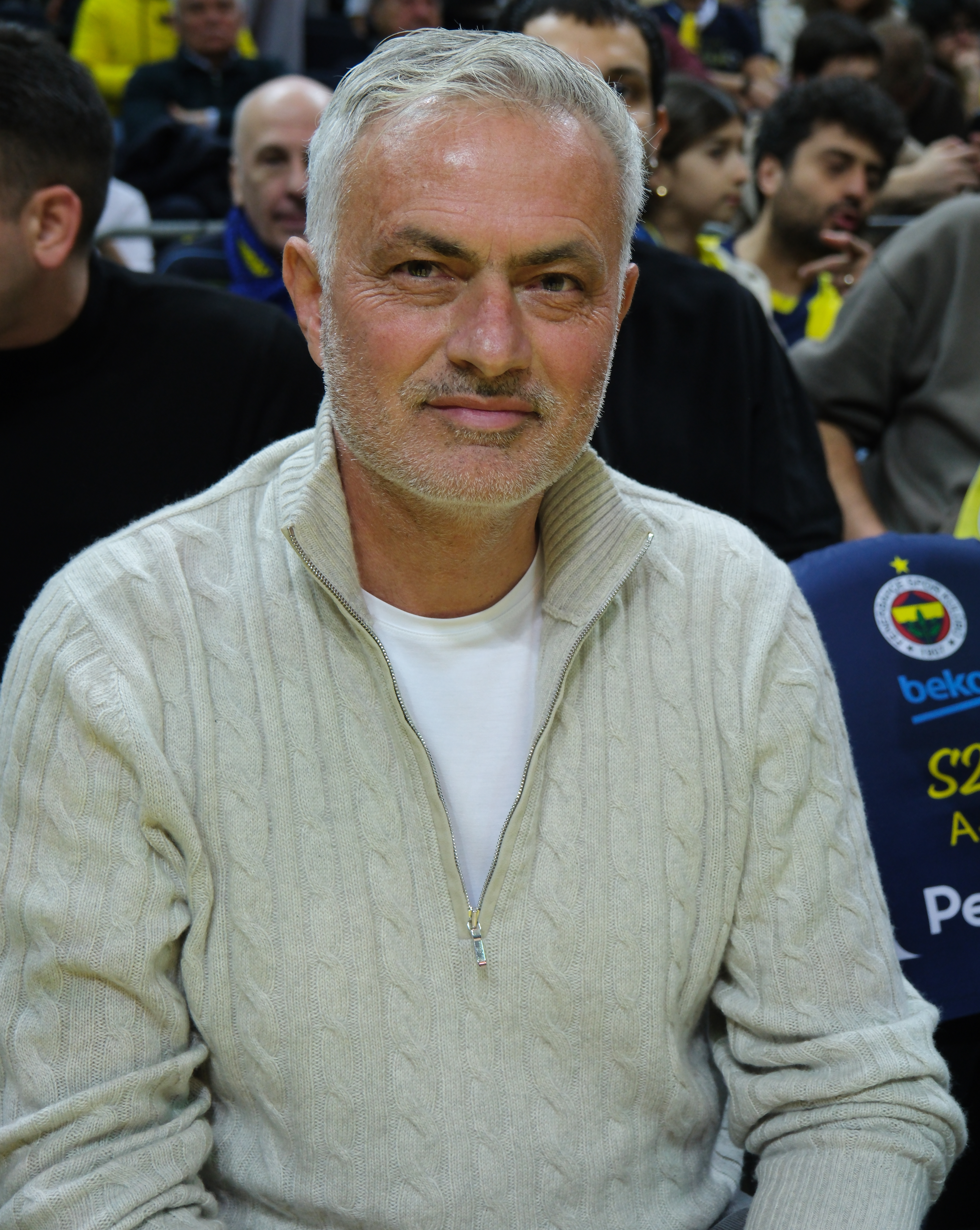
José Mourinho

### Anterior ao século XIX
- 0183 — Zhen Ji, imperatriz chinesa (m. 221).
- 1436 — Henrique Beaufort, 2.º Duque de Somerset, comandante militar lancastriano (m. 1464).
- 1467 — Guilherme Budé, estudioso francês (m. 1540).
- 1497 — Go-Nara imperador japonês (m. 1557).
- 1582 — Giovanni Lanfranco, pintor italiano (m. 1647).
- 1595 — Antonio Maria Abbatini, compositor italiano (m. 1679).
- 1624 — Jorge Guilherme de Brunsvique-Luneburgo (m. 1705).
- 1644 — Rodrigo de Moura Teles, religioso português (m. 1728).
- 1663 — João de Almeida Portugal, nobre português (m. 1733).
- 1714 — Jean-Baptiste Pigalle, escultor e educador francês (m. 1785).
- 1715 — Claude-Adrien Helvétius, filósofo francês (m. 1771).
- 1716 — George Germain, general e político britânico (m. 1785).
- 1739 — Charles François Dumouriez, general francês (m. 1823).
- 1763 — Carlos XIV João da Suécia (m. 1844).
- 1781 — Achim von Arnim, poeta e escritor alemão (m. 1831).

### Século XIX
- 1802 — Vincenza Maria Poloni, freira católica italiana (m. 1855).
- 1813 — Juan Pablo Duarte, filósofo e poeta dominicano (m. 1876).
- 1814 — Rufus King, editor, educador e diplomata norte-americano (m. 1876).
- 1832 — George Shiras Jr., advogado e jurista americano (m. 1924).
- 1852 — Pierre Savorgnan de Brazza, explorador ítalo-francês (m. 1905).
- 1857 — Trinley Gyatso, líder religioso tibetano (m. 1875).
- 1861 — Louis Anquetin, pintor francês (m. 1932).
- 1865 — Franz Kneisel, violinista e maestro estadunidense (m. 1926).
- 1866 — John Cady, golfista americano (m. 1933).
- 1873 — Laudelino Freire, político brasileiro (m. 1937).
- 1875 — Henrique Aristides Guilhem, militar brasileiro (m. 1949).
- 1877 — Kees van Dongen, pintor neerlandês (m. 1968).
- 1878 — Luís de Orléans e Bragança, príncipe de jure do Brasil (m. 1920).
- 1878 — Afonso Lopes Vieira, poeta português (m. 1946).
- 1880 — Douglas MacArthur, general estadunidense (m. 1964).
- 1884
  - Josephine Dillon, atriz e professora de atuação estadunidense (m. 1971).
  - Roy Chapman Andrews, zoólogo e escritor estadunidense (m. 1960).
- 1885
  - Harry Ricardo, engenheiro e acadêmico britânico (m. 1974).
  - Per Thorén, patinador artístico sueco (m. 1962).
- 1887
  - Marc Mitscher, almirante e aviador estadunidense (m. 1947).
  - François Faber, ciclista franco-luxemburguês (m. 1915).
- 1889 — Günther Reindorff, designer gráfico e ilustrador russo-estoniano (m. 1974).
- 1891
  - Frank Costello, mafioso ítalo-americano (m. 1973).
  - Wilder Penfield, neurocirurgião e acadêmico americano-canadense (m. 1976).
  - Zola Amaro, cantora lírica brasileira (m. 1944).
- 1892
  - Bessie Coleman, aviadora americana (m. 1926).
  - Zara Cully, atriz americana (m. 1978).
- 1893 — Frank Nighbor, jogador de hóquei canadense (m. 1966).

### Século XX

#### 1901–1950
- 1904
  - Marcus Nikkanen, patinador artístico finlandês (m. 1985).
  - Seán MacBride, advogado e político irlandês (m. 1988).
- 1905
  - Charles Lane, ator e cantor americano (m. 2007).
  - Maria von Trapp, cantora austro-americana (m. 1987).
- 1907
  - Hans Selye, endocrinologista austro-canadense (m. 1982).
  - Henry Cotton, golfista britânico (m. 1987).
- 1908
  - Rupprecht Geiger, pintor e escultor alemão (m. 2009).
  - Stéphane Grappelli, violinista francês (m. 1997).
- 1911 — Polykarp Kusch, físico e acadêmico teuto-americano (m. 1993).
- 1912
  - Vicente Leporace, radialista brasileiro (m. 1978).
  - Herbert Sobel, militar estadunidense (m. 1987).
- 1913 — Jimmy Van Heusen, pianista e compositor estadunidense (m. 1990).
- 1915
  - Maxime Rodinson, historiador e orientalista francês (m. 2004).
  - William Hopper, ator americano (m. 1970).
- 1917
  - Antônio Calado, jornalista e escritor brasileiro (m. 1997).
  - Edgar Barth, automobilista alemão (m. 1965).
  - Louis Zamperini, atleta e militar estadunidense (m. 2014).
- 1918
  - Nicolae Ceaușescu, ditador romeno (m. 1989).
  - Philip José Farmer, escritor estadunidense (m. 2009).
- 1919
  - Valentino Mazzola, futebolista italiano (m. 1949).
  - Bill Nicholson, futebolista e técnico britânico (m. 2004).
- 1921
  - Eddie Barclay, produtor musical francês (m. 2005).
  - Akio Morita, empresário japonês (m. 1999).
- 1924 — Alice Babs, atriz e cantora sueca (m. 2014).
- 1925 — Paul Newman, ator, ativista, diretor, automobilista e empresário estadunidense (m. 2008).
- 1927 — Victor Mees, futebolista belga (m. 2012).
- 1928
  - Roger Vadim, cineasta e ator francês (m. 2000).
  - Abdellatif Filali, político e diplomata marroquino (m. 2009).
- 1929 — Jules Feiffer, cartunista, dramaturgo, roteirista e educador estadunidense (m. 2025).
- 1931 — Bernard Louis Auguste Paul Panafieu, cardeal francês (m. 2017).
- 1933 — Bengt Berndtsson, futebolista sueco (m. 2015).
- 1935
  - Manuela Maria, atriz portuguesa.
  - Durval Ferreira, músico brasileiro (m. 2007).
  - Paula Rego, pintora portuguesa (m. 2022).
  - Henry Jordan, jogador de futebol americano (m. 1977).
- 1936 — Theophanis Lamboukas, ator e cantor francês (m. 1970).
- 1937 — Joseph Saidu Momoh, militar e político serra-leonês (m. 2003).
- 1939 — Roberto Frota, ator brasileiro (m. 2024).
- 1941 — Scott Glenn, ator estadunidense.
- 1943
  - Thom Bell, compositor estadunidense (m. 2022).
  - Leny Andrade, cantora brasileira (m. 2023).
  - Luiz Carlos Prates, jornalista e radialista brasileiro.
  - Jack Warner, empresário e político trinitário.
- 1944 — Angela Davis, ativista, acadêmica e escritora estadunidense.
- 1945
  - David Purley, automobilista britânico (m. 1985).
  - Jacqueline du Pré, violoncelista britânica (m. 1987).
- 1946
  - Gene Siskel, jornalista e crítico de cinema americano (m. 1999).
  - Christopher Hampton, diretor, roteirista e dramaturgo luso-britânico.
- 1947
  - Michel Sardou, cantor, compositor e ator francês.
  - Robert Cailliau, informático belga.
  - Patrick Dewaere, ator e compositor francês (m. 1982).
  - Redmond Morris, diretor, produtor e gerente de produção irlandês.
- 1948
  - Tavito, músico brasileiro (m. 2019).
  - Vladimir Pilguy, ex-futebolista ucraniano.
  - Jean-Pierre Tokoto, ex-futebolista camaronês.
- 1949 — David Strathairn, ator estadunidense.
- 1950 — Jörg Haider, advogado e político austríaco (m. 2008).

#### 1951–2000
- 1951
  - Andy Hummel, cantor, compositor e baixista americano (m. 2010).
  - Jarmila Kratochvílová, ex-atleta tchecoslovaca.
- 1952
  - Patrus Ananias, político brasileiro.
  - Carlos Olivier, ator e cirurgião venezuelano (m. 2007).
  - Jim Platt, ex-futebolista e treinador de futebol britânico.
- 1953 — Anders Fogh Rasmussen, político e diplomata dinamarquês.
- 1955
  - Eddie Van Halen, guitarrista, compositor e produtor musical neerlandês-estadunidense (m. 2020).
  - Lucía Méndez, atriz e cantora mexicana.
- 1957 — Road Warrior Hawk, lutador americano (m. 2003).
- 1958
  - Edgardo Bauza, ex-futebolista e treinador de futebol argentino.
  - Ellen DeGeneres, atriz, comediante e apresentadora estadunidense.
  - Anita Baker, cantora e compositora estadunidense.
  - Gian Piero Gasperini, ex-futebolista e treinador de futebol italiano.
- 1959 — Gary Lux, cantor austríaco.
- 1960 — Jeanette Bolden, ex-velocista norte-americana.
- 1961
  - Tom Keifer, cantor, compositor e guitarrista americano.
  - Wayne Gretzky, ex-jogador e treinador de hóquei no gelo canadense.
- 1962
  - Oscar Ruggeri, ex-futebolista e treinador de futebol argentino.
  - Denise Milfont, atriz brasileira.
- 1963
  - José Mourinho, ex-futebolista e treinador de futebol português.
  - Natan Brito, cantor, compositor, produtor musical e arranjador brasileiro (m. 2025).
  - Andrew Ridgeley, cantor, compositor e guitarrista britânico.
  - Tony Parks, ex-futebolista e treinador de futebol britânico.
  - Paulinho Villas Boas, ex-jogador de basquete e comentarista esportivo brasileiro.
- 1964 — Chico César, cantor e compositor brasileiro.
- 1965
  - Thomas Östros, empresário e político sueco.
  - Natalia Yurchenko, ex-ginasta e treinadora de ginástica russa.
- 1967
  - Col Needham, empresário britânico.
  - Bryan Callen, ator estadunidense.
- 1968
  - Júpiter Maçã, cantor, compositor, diretor de cinema e ator brasileiro (m. 2015).
  - Márcio Petracco, multi-instrumentista brasileiro.
- 1969 — Maarten den Bakker, ex-ciclista neerlandês.
- 1970
  - Tracy Middendorf, atriz norte-americana.
  - Kirk Franklin, cantor, compositor e produtor estadunidense.
- 1971
  - Ricardo Rojas, ex-futebolista paraguaio.
  - Nélio, ex-futebolista brasileiro.
  - Li Ming, ex-futebolista chinês.
  - Dorian Gregory, ator estadunidense.
- 1973
  - Melvil Poupaud, ator, diretor e roteirista francês.
  - Brendan Rodgers, ex-futebolista e treinador de futebol britânico.
  - Jennifer Crystal Foley, atriz estadunidense.
- 1975 — Frankie Rayder, modelo estadunidense.
- 1977
  - Justin Gimelstob, ex-tenista e treinador de tênis americano.
  - Vince Carter, ex-jogador de basquete estadunidense.
- 1978
  - Nastja Čeh, ex-futebolista esloveno.
  - Corina Morariu, ex-tenista e comentarista esportiva estadunidense.
- 1979
  - Bárbara Borges, atriz brasileira.
  - Antônio Carlos Magalhães Neto, político brasileiro.
  - Maksym Kalynychenko, ex-futebolista ucraniano.
- 1980
  - Phil Dalhausser, voleibolista de praia estadunidense.
  - Cédric Coutouly, ex-ciclista francês.
- 1981
  - Colin O'Donoghue, ator irlandês.
  - Richard Antinucci, automobilista estadunidense.
  - José de Jesús Corona, futebolista mexicano.
  - Gustavo Dudamel, violinista, compositor e maestro venezuelano.
  - Juan José Haedo, ciclista argentino.
  - Leandro Somoza, ex-futebolista argentino.
- 1982 — Rafaello Oliveira, lutador brasileiro.
- 1983
  - Marek Čech, ex-futebolista eslovaco.
  - Petri Oravainen, ex-futebolista finlandês.
- 1984
  - Iain Turner, ex-futebolista britânico.
  - Izak van der Merwe, ex-tenista sul-africano.
- 1985
  - Heather Stanning, remadora britânica.
  - Rusko, DJ britânico.
  - Florin Mergea, tenista romeno.
- 1986
  - Thiago Pereira, ex-nadador brasileiro.
  - Shantelle Malawski, ex-lutadora canadense.
  - Matt Heafy, músico japonês.
  - Kim Jae-joong, cantor, compositor, ator, diretor e designer sul-coreano.
  - Gerald Green, ex-jogador e treinador de basquete americano.
  - Mustapha Yatabaré, futebolista franco-maliense.
- 1987
  - Sebastian Giovinco, ex-futebolista italiano.
  - Gojko Kačar, ex-futebolista sérvio.
- 1988 — Mia Rose, cantora britânica.
- 1989
  - Emily Hughes, ex-patinadora artística estadunidense.
  - Imogen Cairns, ginasta britânica.
  - Tiago Real, futebolista brasileiro.
  - MarShon Brooks, jogador de basquete americano.
- 1990
  - Christopher Massey, ator estadunidense.
  - Diego Renan, futebolista brasileiro.
  - Kherington Payne, atriz e dançarina estadunidense.
  - Sergio Pérez, automobilista mexicano.
  - Peter Sagan, ciclista eslovaco.
- 1991
  - Alex Sandro, futebolista brasileiro.
  - Pål Varhaug, ex-automobilista norueguês.
  - Martí Riverola, futebolista espanhol.
- 1992
  - Sasha Banks, lutadora americana.
  - Wahyt Orazsähedow, futebolista turcomeno.
  - Marvin Plattenhardt, ex-futebolista alemão.
- 1993
  - Cameron Bright, ator canadense.
  - Miguel Borja, futebolista colombiano.
  - Alice Powell, automobilista britânica.
  - Felipe Simas, ator brasileiro.
  - Florian Thauvin, futebolista francês.
- 1995
  - Jean-Charles Castelletto, futebolista camaronês.
  - Nemanja Maksimović, futebolista sérvio.
- 1996
  - Zakaria Bakkali, futebolista belga.
  - María Pedraza, atriz espanhola.
  - Jonas Föhrenbach, futebolista alemão.
  - Hwang Hee-chan, futebolista sul-coreano.
- 1997 — Gedion Zelalem, futebolista teuto-estadunidense.
- 1998 — Moonbin, cantor sul-coreano (m. 2023).
- 2000
  - Ester Expósito, atriz e modelo espanhola.
  - Darius Garland, jogador de basquete estadunidense.
  - Nuno Tavares, futebolista português.

### Século XXI
- 2001 — Geny Catamo, futebolista moçambicano.
- 2004
  - Addison Riecke, atriz, produtora e modelo estadunidense.
  - Tijmen van der Helm, automobilista neerlandês.

## Mortes

### Anterior ao século XIX
- 0946 — Edite de Wessex, rainha da Germânia (n. 910).
- 1356 — Martim Afonso Telo de Meneses, nobre português (n. ?).
- 1583 — Catarina Paraguaçu, indígena tupinambá (n. 1495).
- 1630 — Henry Briggs, matemático e astrônomo inglês (n. 1556).
- 1757 — René Louis de Voyer de Paulmy, marquês d'Argenson (n. 1694).
- 1784 — Amelia Darcy, baronesa Darcy Knayth e Conyers (n. 1754).
- 1795 — Johann Christoph Friedrich Bach, cravista e compositor alemão (n. 1732).
- 1797 — Antão de Almada, 12.º conde de Avranches (n. 1718).
- 1799
  - Gabriel Christie, general britânico (n. 1722).
  - Carlo Rezzonico, cardeal italiano (n. 1724).

### Século XIX
- 1814 — Manuel do Cenáculo, prelado e antiquário português (n. 1724).
- 1823 — Edward Jenner, médico e imunologista britânico (n. 1749).
- 1824 — Théodore Géricault, pintor e litógrafo francês (n. 1791).
- 1832 — João de Deus de Castro Lobo, compositor brasileiro (n. 1794).
- 1855 — Gérard de Nerval, poeta e tradutor francês (n. 1808).
- 1860 — Wilhelmine Schröder-Devrient, soprano alemã (n. 1804).
- 1870 — Victor, Duque de Broglie, político francês (n. 1785).
- 1873 — Amélia de Leuchtenberg, imperatriz consorte do Brasil (n. 1812).
- 1885 — Charles George Gordon, general e político britânico (n. 1833).
- 1891 — Nicolaus Otto, engenheiro alemão (n. 1833).
- 1893 — Abner Doubleday, general estadunidense (n. 1819).
- 1895 — Arthur Cayley, matemático e acadêmico britânico (n. 1825).

### Século XX
- 1908 — António Sebastião Valente, prelado português (n. 1846).
- 1931 — Graça Aranha, escritor e político brasileiro (n. 1868).
- 1942 — Felix Hausdorff, matemático e acadêmico alemão (n. 1868).
- 1943 — Nikolai Vavilov, botânico e geneticista russo (n. 1887).
- 1946 — Adriaan van Maanen, astrônomo e acadêmico neerlandês-americano (n. 1884).
- 1947 — Grace Moore, soprano e atriz americana (n. 1898).
- 1952 — Khorloogiin Choibalsan, general e político mongol (n. 1895).
- 1957
  - José Linhares, magistrado e político brasileiro, 15.° presidente do Brasil (n. 1886).
  - Helene Costello, atriz americana (n. 1906).
- 1962 — Lucky Luciano, mafioso ítalo-americano (n. 1897).
- 1973 — Edward G. Robinson, ator romeno-americano (n. 1893).
- 1976 — João Branco Núncio, cavaleiro tauromáquico português (n. 1901).
- 1978 — Leo Genn, ator e barrister inglês (n. 1905).
- 1979 — Nelson Rockefeller, empresário e político estadunidense (n. 1908).
- 1985
  - Kenny Clarke, baterista de jazz e líder de banda americano (n. 1914).
  - Codó, compositor e violonista brasileiro (n. 1913).
- 1987 — Renato Murce, radialista brasileiro (n. 1900).
- 1990
  - Lewis Mumford, sociólogo e historiador americano (n. 1895).
  - Bob Gerard, automobilista e empresário britânico (n. 1914).
  - Toninho Guerreiro, futebolista brasileiro (n. 1942).
- 1992 — José Ferrer, ator porto-riquenho-americano (n. 1912).
- 1993
  - Robert Jacobsen, escultor e pintor dinamarquês (n. 1912).
  - Jan Gies, empresário e humanitário neerlandês (n. 1905).
- 1994 — Frederico George, arquiteto e pintor português (n. 1915).
- 1998 — Shinichi Suzuki, músico e pedagogo japonês (n. 1898).
- 1999 — Manuel Costa e Silva, cineasta português (n. 1938).
- 2000
  - A. E. van Vogt, escritor canadense-americano (n. 1912).
  - Don Budge, tenista e treinador estadunidense (n. 1915).

### Século XXI
- 2003
  - Hugh Trevor-Roper, historiador e acadêmico britânico (n. 1917).
  - Valery Brumel, atleta russo (n. 1942).
- 2007 — Gump Worsley, jogador de hóquei no gelo canadense (n. 1929).
- 2008 — George Habash, político palestino (n. 1926).
- 2009
  - Renato Consorte, ator brasileiro (n. 1924).
  - Fernando Amaral, político português (n. 1925).
- 2010
  - Geoffrey Burbidge, astrônomo britânico (n. 1925).
  - Luis Carlos Gasperin, futebolista brasileiro (n. 1953).
- 2011
  - John Herbert, ator, diretor e produtor brasileiro (n. 1929).
  - Charlie Louvin, cantor, compositor e guitarrista americano (n. 1927).
  - Gladys Horton, cantora e fundadora da banda The Marvelettes (n. 1945)
  - David Kato, professor e ativista dos direitos LGBT ugandense (n. 1964).
- 2012
  - Roberto Mières, automobilista argentino (n. 1924).
  - Djaci Falcão, jurista e magistrado brasileiro (n. 1919).
- 2014 — José Emilio Pacheco, poeta e escritor mexicano (n. 1939).
- 2016
  - Abe Vigoda, ator americano (n. 1921).
  - José Boavida, ator português (n. 1964).
  - Sahabzada Yaqub Khan, político e diplomata paquistanês (n. 1920).
- 2017 — Barbara Hale, atriz americana (n. 1922).
- 2019 — Wagner Montes, apresentador de televisão e político brasileiro (n. 1954).
- 2020
  - Kobe Bryant, jogador de basquete americano (n. 1978).
  - Tunai, cantor e compositor brasileiro (n. 1950).
- 2022
  - Ludmila Ferber, cantora, compositora e multi-instrumentista brasileira (n. 1965).
  - Raul Sampaio, cantor e compositor brasileiro (n. 1928).

## Feriados e eventos cíclicos
- Dia da Austrália – Feriado nacional na Austrália. Comemora o início da efetiva ocupação britânica do país, antes da independência.
- Dia da República na Índia – Feriado nacional na Índia. Comemora a proclamação da República em 1950.
- Dia de Duarte – Data comemorativa na República Dominicana em homenagem a um dos mártires daquele país, Juan Pablo Duarte.
- Liberation Day – Data relativa ao fim do governo do presidente Tito Okello.

### Brasil

#### Municipais
- Aniversário do município de Estância Balneária de Santos, SP
- Aniversário do município de Fazenda Rio Grande, PR
- Aniversário do município de Bela Vista do Piauí, PI

### Mitologia Romana
- Dia dos Deuses Lares, os espíritos guardiães que protegem e habitam as casas ou lares.

### Cristianismo
- Agostinho de Nidrósia
- Alberico de Cister
- Estevão Harding
- Gabriele Allegra
- Paula de Roma
- Roberto de Molesme
- Timóteo de Éfeso
- Tito

## Outros calendários
- No calendário romano era o 7.º dia (VII) antes das calendas de fevereiro.
- No calendário litúrgico tem a letra dominical E para o dia da semana.
- No calendário gregoriano a epacta do dia é v.